# Ľubeľa
Ľubeľa es un municipio del distrito de Liptovský Mikuláš en la región de Žilina, Eslovaquia, con una población estimada a final del año 2024 de 1192 habitantes.
Se encuentra ubicado al sureste de la región, cerca del curso alto del río Váh (cuenca hidrográfica del Danubio), de los montes Tatras y de la frontera con Polonia y las regiones de Prešov y Banská Bystrica.

## Demografía
| Año        | 1994 | 2004    | 2014    | 2024    |
| ---------- | ---- | ------- | ------- | ------- |
| Población  | 1162 | 1088    | 1119    | 1192    |
| Diferencia |      | −6,36 % | +2,84 % | +6,52 % |

| Año        | 2023 | 2024 |
| ---------- | ---- | ---- |
| Población  | 1192 | 1192 |
| Diferencia |      | +0 % |